# Melendi
Ramón Melendi Espina (Oviedo, Asturias, 21 ianuarie 1979), cunoscut ca Melendi este un cântăreț spaniol de rumba cu influențe pop și rock. Până în anul 2012 Melendi a vândut peste un milion de discuri.

## Discografie
Albume de studio:
- 11-02-2003: "Sin noticias de Holanda" (+400 000 copii/ Patru discuri de plastină)
- 25-04-2005: "Que el cielo espere sentao" (+200 000 copii / Două discuri de platină])
- 13-11-2006: "Mientras no cueste trabajo" (+200 000 copii / Două discuri de platină)
- 16-09-2008: "Curiosa la cara de tu padre" (+100 000 copii/ Un disc de platină)
- 02-11-2010: "Volvamos a empezar" (+90 000 copii / Un disc de aur)

Altele:
- 29-09-2007: Mientras no cueste más trabajo
- 17-03-2009: "Aún más curiosa la cara de tu padre" (+60 000' copii)

### Single-uri

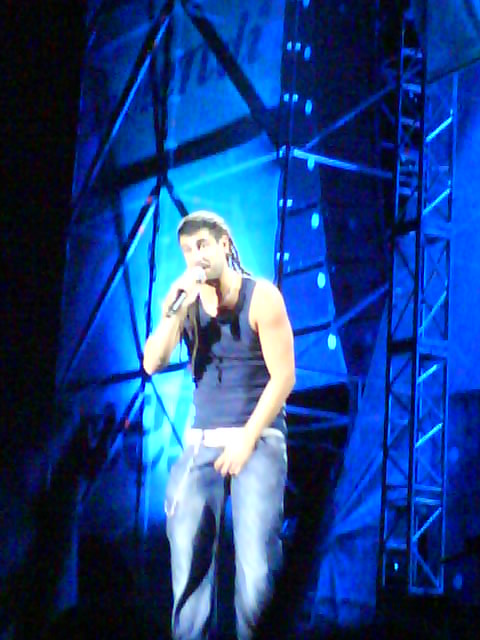
În concert la Valladolid

- 2003:
  - Mi rumbita pa tus pies.
  - Desde mi ventana.
  - Sé lo que hicisteis.
- 2004:
  - Con la luna llena.
  - Hablando en plata.
- 2005:
  - Caminando por la vida.
  - Con sólo una sonrisa.
  - Novia a la fuga.
- 2006:

- - Kisiera yo saber.
- 2007:
  - Calle la Pantomima.
  - Por amarte tanto.
- 2008:
  - Un violinista en tu tejado.
  - Piratas del Bar Caribe.
- 2010:
  - Como una vela.
  - Barbie de extraradio.
- 2011:
  - Canción de amor caducada.
  - Perdóname Ángel.
  - Marco.